# Ench-Amaryn Dawaanasan
Ench-Amaryn Dawaanasan (mong. Энх-Амарын Даваанасан; ur. 6 kwietnia 1998) – mongolska zapaśniczka walcząca w stylu wolnym. Olimpijka z Paryża 2024, gdzie zajęła dziewiąte miejsce w kategorii do 76 kg. Wicemistrzyni świata w 2023; piąta w 2021 roku. 
Brązowa medalistka mistrzostw Azji w 2022 i 2023. Brązowa medalistka igrzysk wojskowych w 2019. Druga na wojskowych MŚ w 2018 i trzecia w 2024. Trzecia w Pucharze Świata w 2022 i czwarta w 2019. Druga na mistrzostwach Azji kadetów w 2014; trzecia w 2015 roku.